# Tapoa I
Tapoa I (c. 1772–1812) fue el rey de la isla tahitiana de Bora Bora desde 1778 hasta 1812.
Tuvo una hija llamada Maevarua, reconocida como jefa suprema o "Arii rahi" de Tahaa y Bora Bora. Falleció el 14 de julio de 1809 en Raiatea. Fue abuelo de Tapoa II, cuya madre fue Maevarua. Otras fuentes afirman que fue el padre de Tapoa II. Tras la muerte de su hija, la regencia de su pequeño hijo fue confiada al jefe Fenuapeho de Tahaa. Con la ayuda de otros jefes de las Islas de Sotavento, brindó apoyo militar a Pomare II para restaurarlo en sus tierras en Tahití en 1810. Murió a finales de septiembre de 1812 en Tahití.